# 法蘭·安耶卡
奥戈丘库·弗蘭克·安耶卡（英語：Ogochukwu Frank Onyeka；1998年1月1日—）是一名奈及利亞的職業足球運動員，現效力英超球隊布倫特福德，奈及利亞國家足球隊成員。

## 国家隊生涯
安耶卡是2023年非洲国家杯亚军尼日利亚队的一员。在整个赛事期间，他都是常规首发球员，在尼日利亚队的七场比赛中全部首发。

## 榮譽
米迪蘭特
- 丹麥足球超級聯賽冠軍 : 2017–18、2019–20[5]
- 丹麥盃冠軍 : 2018–19